# Ulrico di Eppenstein
Ulrico di Eppenstein (1055 – 21 dicembre 1121) è stato un patriarca cattolico tedesco, patriarca di Aquileia dal 1086 alla morte.

## Biografia
Ulrico era di nobile famiglia di origini bavaresi, appartenente alla stirpe degli Eppenstein: Ulrico era infatti figlio di Markwart IV di Carinzia, conte d'Istria e Gorizia (titoli che verranno ceduti rispettivamente a Ulrico II di Weimar ed a Mainardo I di Lurngau-Heimöfls la cui famiglia guiderà Gorizia fino al 1500) e la Liutbirg di Planburg. Egli ebbe tre fratelli: Liutpoldo, Enrico e Ermanno; attraverso suo bisnonno Ermanno II di Svevia era imparentato con Enrico IV.
Prima di diventare patriarca Ulrico fu abate di San Gallo (dal 1077, dopo l'espulsione dell'abate Luitold), dove conobbe Bertoldo I, il predecessore di suo padre al trono di Carinzia, deposto dall'imperatore per aver supportato una rivolta ai suoi danni e i di lui figli Bertoldo II destinato a diventare il futuro duca di Svevia e Gebeardo, futuro vescovo di Costanza. Dal 1079 Ulrico divenne anche abate dell'abbazia di Reichenau.
Nel 1086 viene nominato patriarca di Aquileia, mentre i suoi fratelli vengono nominati capi di distretti vicini (Liutpoldo margravio di Carinzia e di Verona ed Enrico margravio d'Istria e poi di Carinzia alla morte del fratello). Ulrico riottiene nel 1093 il margraviato della Carniola da Enrico IV e da Ulrico II di Weimar diversi monasteri in Istria. Nel 1097 assieme al fratello Enrico, appoggiò le pretese di Guelfo d'Este sull'eredità paterna contro i fratellastri Ugo e Folco.  Sempre con il fratello, appoggiò il re Enrico V di Franconia quando impose al padre Enrico IV di abdicare nel 1105.
Alla morte di Ulrico II di Weimar nel 1102, il patriarca rivendicò il margraviato d'Istria, ora vacante, l'imperatore lo concede invece a Engelberto II di Ortenburg-Sponheim.
Ulrico fu al seguito dell'imperatore durante la spedizione a Roma del 1112, egli mediò la pace tra Enrico e papa Pasquale II (tenuto da questi prigioniero). Per la fedeltà dimostrata all'imperatore, venne scomunicato ben due volte.
Incentivò la fondazione di monasteri, elevò ad abbazia il monastero di Rosazzo (1090) e fondò il monastero di Moggio (1119), ricostruì inoltre i monasteri di San Giovanni in Tuba, Belligna ed Arnoldstein. Durante la prima crociata molti dei soldati diretti in Terrasanta passarono per il Friuli, ove sorsero numerosi ospizi dei cavalieri Ospitalieri e Teutonici.